# 해시태그

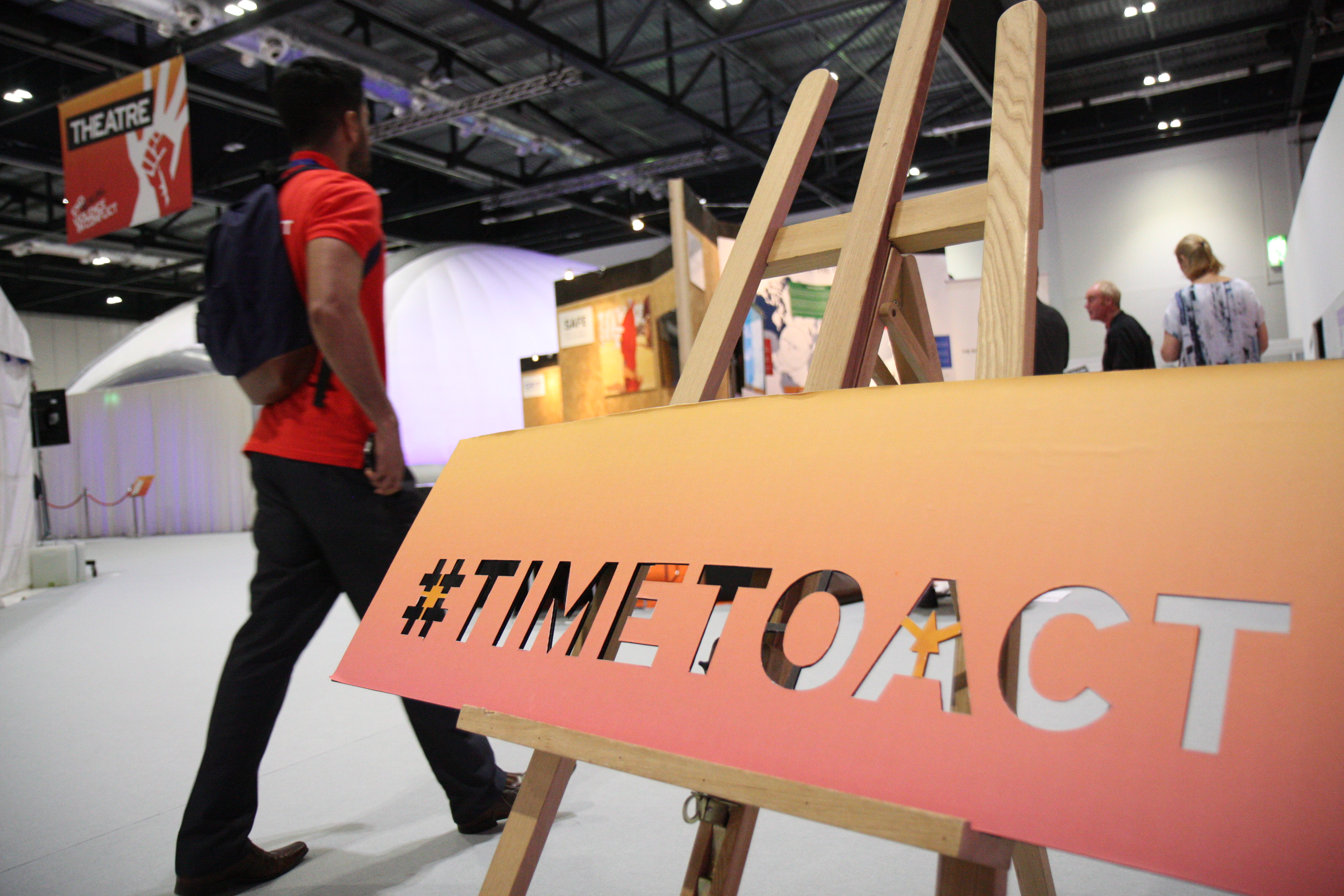
어느 2014년 콘퍼런스에서 #TimeToAct 해시태그를 사용한 표지판.

해시태그(영어: hashtag)는 인스타그램, 트위터 등 소셜 네트워크 서비스(SNS)에서 사용되는 메타데이터 태그로, 해시 기호(#) 뒤에 특정 단어를 쓰면 그 단어에 대한 글을 모아 분류해서 볼 수 있다.
소셜 네트워크 서비스나 마이크로블로그 서비스에서 관련된 내용물을 묶어주는 역할을 하는 태그이다. 사용자들이 관심 있는 주제의 내용물을 쉽게 찾을 수 있도록 도와준다. 보통 띄어쓰기 없이 단어나 문구를 쓰고 앞에 해시기호(#)를 붙여 넣는다. 이 해시태그를 클릭하면 해당 해시태그가 포함된 내용물이 모두 표시된다. 예를 들어 음식 사진을 올릴 때 #먹스타그램, 셀프 사진을 올릴 때 #셀카 이런 식으로 사용한다. 이러한 일상 속 키워드 뿐만 아니라 기업의 마케팅이나 테러의 피해자들을 위로하는 글처럼 사회적 이슈에도 사용된다.
본래 해시 기호(#)는 IT 업계에서 특별한 의미를 강조할 때 사용되었다. 예를 들어, 1978년에 C 프로그래밍 언어에서 먼저 처리되어야 할 키워드를 표시하기 위해 사용되었다. 당시에는 '해시 기호(hash symbol)'라고 불렸다. 그러다 2007년 트위터에서 수많은 정보들이 흩어지는 것을 안타깝게 여긴 사용자 '크리스 메시나(Chris Messena)'가 트위터 측에 "#을 써서 정보를 묶는 것을 어떻게 생각하냐"고 물었고 이를 트위터측이 받아들이면서 해시태그가 시작되었다. 그러나 트위터가 본격적으로 모든 해시태그에 하이퍼링크를 넣은 것은 2009년 7월의 일이다. 트위터는 2010년에 많이 언급된 해시태그를 뽑아 보여주는 '트렌딩 토픽'을 도입하기도 했다. 시작은 트위터였지만, 페이스북, 인스타그램 등 다른 소셜 네트워크 서비스에서도 같은 용도로 해시태그를 지원하고 있다.
널리 사용됨에 따라 옥스포드 영어사전은 2014년 6월 hashtag를 추가하였다. 해시태그라는 용어는 해시태그의 문맥에서 사용할 때 해시 심볼 그 자체를 가리킬 수도 있다.

## 해시태그 운동
해시태그 운동(영어: Hashtag activism, 해시태그 활동주의)는 단순히 홍보 수단이나 가벼운 주제를 묶어 보여주는 역할에서 확대되어 정치·사회 이슈를 만들어내는 해시태그의 사회운동 역할을 말한다. 초기엔 놀이문화로만 이용되던 해시태그가 일종의 콘텐츠를 생산하는 역할을 맡았고, 사회운동 역할로 확장된 것이다. 해시태그를 중심으로 한 시민들의 용기 있는 고백이 모이고 모여 변화의 물꼬를 텄으며, 이게 오프라인으로 결집이 이어지면서 '집단 지성'으로써 힘을 증명한 것이다. 언론에 의해 형성된 여론 아니라 소셜 네트워크 서비스에 의해 시민들 스스로가 주도하는 여론이다.

## 같이 보기
- 태그 (정보)
- 포크소노미
- 소셜 북마크
- 웹 2.0